# Il mondo dei sensi di Emy Wong
Il mondo dei sensi di Emy Wong è un film del 1977, diretto da Bitto Albertini. Fu un tentativo di lanciare un personaggio simile ad Emanuelle nera, il cui primo film fu diretto dallo stesso Albertini, e il titolo di lavorazione era Emanuelle gialla.